# Nerosubianco
Nerosubianco è un film del 1969 diretto da Tinto Brass.

## Trama
Barbara, ragazza italiana sessualmente repressa, è nella capitale britannica col marito Paolo. Mentre si svaga per la città la mente è un turbinio di pensieri erotici, fomentati ulteriormente da un uomo di colore che la pedina costantemente. Decide di emanciparsi e avere un'avventura con l'uomo, per ritornare pienamente appagata dal marito.

## Produzione
Tinto Brass appare nel ruolo di un ginecologo.

## Distribuzione
Nel titolo Brass gioca sulle dimensioni dei caratteri, permettendoci una doppia lettura (come diverrà consuetudine nei suoi successivi lavori): nEROSubianco.

## Colonna sonora
Per l'occasione Tinto Brass chiese la colonna sonora a un giovane gruppo inglese, i Freedom, che debuttarono quindi con Black on White, album omonimo del film (letteralmente Nero su Bianco).
Lungo tutto il film, durante lo svolgersi della trama, il gruppo esegue i pezzi della colonna sonora durante le riprese.